# Schurken in Power Rangers: Mystic Force
De fictieve schurken uit de Power Rangers serie Power Rangers: Mystic Force zijn magische wezens afkomstig uit de onderwereld. Ze staan ook wel bekend als de Morlocks in promotiemateriaal van de serie. Oorspronkelijk probeerden ze de magische wereld over te nemen en door te dringen naar de mensenwereld, maar de magiër Leanbow kon hen tegenhouden. Jaren later konden ze echter uit de onderwereld ontsnappen om af te maken wat ze begonnen waren.

## The Master
The Master is de waren leider van de Morlocks, en wordt door zijn onderdanen alleen met zijn titel aangesproken. Zijn ware vorm is dat van een Cthulhu-achtige demon met een schedelkop, veel tentakels en drakenkoppen aan elke tentakel. In het begin verschijnt hij enkel in een put waarin slechts 1 oog van hem te zien is. Zijn andere oog zat in Koraggs schild. Hoewel hij nooit bij deze naam werd genoemd, werd zijn echte naam in een afleveringsbeschrijving op de iTunes Video Store vermeld als "Octomus".
Jaren terug werd hij in de put opgesloten door Leanbow tijdens de grote oorlog. Wel kon hij Leanbow veranderen in Koragg, zijn trouwste dienaar.
The Master maakte later in de serie Imperious uit de gemummificeerde resten van de krijger Calindor. Imperious probeerde de Master de Legend krachten van de rangers te geven zodat hij kon ontsnappen. Koragg kwam tussenbeide en veranderde weer in Leanbow. Hij wist de Master, die al deels was ontsnapt, weer te verslaan. Daarna nam hij de geest van de Master mee en dook onder om te voorkomen dat de Master weer tot leven kon worden gebracht.
Sculpin, een van de Ten Terrors, ontdekte Koraggs schuilplaats en stal de geest van de Master terug. Deze gebruikte toen Matoombo als gastlichaam om zichzelf weer een lichaam te geven: dat van een skelet/gevallen engelachtig wezen met veel tentakels.
In zijn laatste poging de magische en mensenwereld te veroveren nam de Master bezit van Nick, de Rode Ranger, en maakte van hem de nieuwe Koragg. Terwijl deze Koragg de Rangers bezighield, ging de Master naar het Magische rijk en vernietigde blijkbaar de Mystic Mother. Toen Leanbow en Daggeron arriveerden om hem te stoppen, verzwolg hij hun krachten en vermoordde hen. Daarna nam hij de Rangers mee naar een toekomst waarin hij de wereld had veroverd, alwaar hij de Manticore Megazord vernietigde.
Uiteindelijk was Nick in staat hem te verwonden waardoor iedereen weer in het heden belandde. Itassis & Necrolai hadden zich inmiddels tegen de Master gekeerd en Daggeron en Leanbow weer tot leven gebracht. Alle 8 Rangers gebruikten toen de Masters gave om magie te verslinden tegen hem door hem met een onbeperkte hoeveelheid magie op te blazen.
Zijn stem werd gedaan door John Leigh.

## Morticon
De eerste general/leider van de legers uit de onderwereld. Morticon was blijkbaar een ondode cyborg, gelijk aan Frankensteins monster. Hij hanteerde een zwaard gemaakt van een tand van de Master. Hij beschikte ook over enorme kracht en beschouwde zichzelf als de sterkste krijger ooit.
Hij kon aanvankelijk de onderwereld niet verlaten omdat Koraggs magie niet sterk genoeg was om de poort naar de onderwereld geheel te openen. Morticon wilde kostte wat het kost uit de onderwereld en had een erg kort lontje wat betreft mislukkingen. Hij kon zeer intimiderend overkomen.
Morticon werd bevrijd toen Koragg de nieuwe Gatekeeper, Clare, gebruikte om de poorten naar de onderwereld te openen. Nick bevrijdde Clare echter en ze sloten de poorten weer. Daarna werd Morticon verslagen door de Titan Megazord, geholpen door Udonna.
Morticons stem werd gedaan door Andrew Robertt.

## Necrolai
De “Meesteres van de onderwereld” en “vampierkoningin”. Necrolai was een vampier die geregeld voor Koragg en Morticon spioneerde in de bovenwereld. Ze kan vliegen en is in tegenstelling tot normale vampieren immuun voor zonlicht en knoflook. Ze is zelf een sterke vechter en vocht geregeld tegen de Rangers. Eenmaal werd ze vernietigd met het Dawn Crystal, maar slaagde erin zichzelf te regenereren.
Hoewel ze eerder beweerde onsterfelijk te zijn, leek ze toch bang te zijn voor Morticon en, in mindere mate, Koragg. Nadat Morticon was vernietigd, spoorde Necrolai de mummie Calinodor op zodat hij de nieuwe leider van de onderwereld kon worden.
Necrolai was ambitieus en egocentrisch. Alles wat ze deed, deed ze om er zelf beter van te worden.
Necrolai heeft ook een dochter, Leelee. Over haar vader werd maar zelden gesproken, en Necrolai beweerde eenmaal hem in een worm te hebben veranderd. Necrolai leek niet veel om haar dochter te geven, en veranderde haar zelfs een keer in een insect om haar magie te testen. Na Morticons dood vreesde ze dat Koragg de nieuwe leider zou worden. Daarom spoorde ze de Ten Terrors op en liet hen vrij.
Necrolai had duidelijk een minderwaardigheidscomplex tegenover de Ten Terrors, en leek steeds minder trouw te zijn aan de Master. In de aflevering Mystic Fate bleek ze wel degelijk om Leelee te geven. Toen Sculpin bekendmaakte Leelee ook te zullen vermoorden omdat ze zich met mensen bezighield, verraadde Necrolai de Terrors en de Master. Ze bracht Itassis, de enige Terror die haar steunde, weer tot leven. In de finale gebruikte ze al haar magie om de dode Leanbow, Daggeron en Jenji weer tot leven te brengen, en als gevolg veranderde ze in een normale mens. Na afloop van de serie begon ze een relatie met Toby.
Necrolai’s stem werd gedaan door Donogh Rees.

## Imperious
Ook bekend als de “Duistere tovenaar van de Onderwereld”. Imperious zag magie enkel als een manier om zijn eigen egoïstische verlangens te vervullen. Hij was ooit Calindor, een vriend van Daggeron en leerling van Leanbow. Hij begon echter zwarte magie te gebruiken en werd langzaam corrupt. Tijdens de grote oorlog verraadde hij de anderen en vocht met Daggeron. Beide werden vervloekt en in een grot opgesloten. Callindor veranderde door de vloek in een mummie.
Jaren later spoorde Necrolai deze mummie op na de dood van Morticon. De Master bracht Callindor weer tot leven en maakte van hem Imperious. Imperious kon in tegenstelling tot Morticon de onderwereld verlaten wanneer hij dat maar wilde, en kon zich dus meer richtten op directe aanvallen op de stad Briarwood.
Imperious had een grote rivaliteit met Daggeron. Ook plande hij om de Master de vernietigen en zelf de alleenheerser van de onderwereld te worden. Hij liet eveneens de vier Barbarian Beasts los en gebruikte zelfs verboden magie om zijn doelen te bereiken. Eenmaal gebruikte Imperious zelfs Jenji om een wereld te wensen waarin goede magie niet bestond. Dit ging Koragg te ver, en hij hielp de Rangers om de situatie te herstellen.
Imperious laatste plan was om de legend krachten van de Rangers aan de Master te geven. Koragg en Udonna kwamen tussenbeide en Koragg veranderde weer in Leanbow. Terwijl de Rangers vochten met het Chimera monster, daagde Imperious Daggeron uit voor een geketend duel met enkel zwaarden als wapens. Daggeron won en vernietigde Imperious. Net voor zijn dood kondigde hij echter de komst van de Ten Terrors aan.
Imperious’s stem werd gedaan door Stuart Devenie.

## De Ten Terrors
De Ten Terrors zijn een Pantheon van tien godachtige demonen/monsters en de krachtigste dienaren van de Master. Ze werden ontdekt door Necrolai in de aflevering The Light.
De Terrors zijn erop gebrand om de regels van de duisternis te volgen en zijn bereid elkaar te doden om dit voor elkaar te krijgen. Hun hoofdregel is dat iedereen die zwarte magie in de weg staat gestraft moet worden. In hun schuilplaats bevindt zich een steen genaamd de Stone of Judgement. Deze bepaalt welke Terror gekozen wordt om naar de bovenwereld te gaan en zijn straf los te laten.

### Magma
Magma was de eerste van de Ten Titans uitgekozen om tegen de Rangers te vechten. Hij was een Ifrit (een vuurdemon) die een knots als wapen gebruikte. Hij stak een radiotoren in brand om aan te geven hoeveel tijd er nog was voordat hij zijn bestraffing, "Volcanic Force", zou loslaten. Om de Rangers uit te dagen stak hij nog een toren in brand en maakte bekend dat hij hen allemaal zou verslaan voordat de toren afgebrand was. Hoewel hij een sterke tegenstander was, konden de Rangers lang genoeg standhouden. Toen de toren was afgebrand en de Rangers nog niet waren verslagen, had Magma de uitdaging verloren en vernietigde Sculpin hem.
Zijn stem werd gedaan door Greg Smith.

### Oculous
Een robotische cycloop. Oculous is een scherpschutter en jager, gewapend met een sluipschuttersgeweer. Hij kan alles wat hij beschiet in het niets doen opgaan en een andere dimensie betreden van waaruit hij elk doelwit waar dan ook kan beschieten.
In de aflevering The Hunter, was hij de tweede die werd uitgekozen om de Rangers uit te dagen. Hij werd echter verslagen door Nick met diens Mystic Battlizer.
Zijn stem werd gedaan door Andrew Laing.

### Serpentina
Een Medusa-achtig gorgoonmonster met een spiegelschild als wapen. Ze is een van de twee vrouwelijke Terrors, en de sluwste van de tien. Ze kan haar onderlichaam in een meer serpentachtige vorm veranderen (zoals een Naga) en pure elektriciteit afvuren uit haar mond. Ze kan tevens honderden slangen oproepen die met hun beet een slachtoffer kunnen verstenen.
Ze is een van de Terrors die minder begaan is met het volgen van de regels der duisternis. In de aflevering Hard Heads was ze de derde Terror die werd uitgekozen om de Rangers te bevechten. Ze stuurde eerst Hekatoid naar de bovenwereld, die Nick en Vida hun rangerkrachten ontnam wat het team in het nadeel bracht. Serpentina bracht de andere Rangers toen naar haar Serpent Dimensie waar ze de Rangers in haar slangengedaante verzwolg. Itassis kwam echter tussenbeide en gaf Nick en Vida hun krachten terug. Daarna versloeg Nick Serpentina met zijn battlizer. Toen ze was verslagen keerden de andere Rangers weer terug.

### Megahorn
Megahorn is de Terror die wel het minst de regels volgt. Hij lijkt sterk op een draak. Hij heeft een vrijwel onverwoestbaar harnas en een zwaard. Megahorn was fysiek de sterkste van de Terrors. Hij kon vuur spuwen en vreemde bollen van duistere energie oproepen. Zijn enige zwakke plek was zijn nek. Deze zwakke plek werd uiteindelijk zijn ondergang.
Hij was gesteld op Serpentina, die ook niet echt van de regels hield, en was dan ook gefrustreerd dat de Stone of Judgement hem niet koos. In de aflevering The Hunter brak hij de regels door zonder te zijn gekozen naar de bovenwereld te gaan en Daggeron te bevechten. Itassis kwam tussenbeide en dwong hem terug te keren.
In The Snow Prince werd Megahorn eindelijk gekozen. De Rangers hadden weinig succes in hun gevecht met hem, totdat Nick zijn zwakke plek ontdekte. De Rangers kregen onverwacht hulp van de Snow Prince in hun gevecht met Megahorn. Desondanks slaagden ze er niet in hem te verslaan. Dit veranderde toen Daggeron opdook en Megahorn meerdere malen aanviel op zijn zwakke plek. Megahorn werd voorgoed verslagen toen de Manticore megazord hem in zijn nek raakte, waarna hij genoeg werd verzwakt voor de Solarstreak Megazord om hem te vernietigen.
Zijn stem werd gedaan door Dallas Barnett.

### Hekatoid
Hekatoid is een gulzig padachtig monster met een hamer als wapen. Hij houdt van eten en wordt dan ook vrijwel altijd gezien aan een tafel met voedsel. Hij is de kleinste en dikste van de Terrors. Hij kan verschillende soorten slijm spugen, waaronder een dat als een sterk zuur dient en beton kan doen oplossen, en kan zijn tong ver uitsteken zoals een kikker om zo zijn vijanden te vangen.
In Hard Heads stuurde Serpentina Hekatoid naar de bovenwereld omdat ze wist dat zij aan de beurt was om te vechten, en de Rangers alvast wilde verzwakken. Hij gebruikte zijn slijm om Nick en Vida’s morphers onklaar te maken.
In de aflevering Snow Prince vond hij Udonna en ving haar. In Light Source was hij de volgende die werd uitgekozen om met de Rangers te vechten. Hij gebruikte Udonna als aas om de Rangers te lokken. Daar hij zelf uit vorm was maakte hij kwaadaardige dubbelgangers van de Rangers, maar dat plan mislukte. De Rangers konden uiteindelijk Udonna bevrijden, en wisten zelfs haar Snow Staf terug te stelen. Daarna vernietigden ze samen met haar Hekatoid.
Zijn stem werd gedaan door Charlie McDermott.

### Gekkor
Een Wyvern/Gecko wezen. Toen Necrolai de Terrors vond, was hij als eerste bereid naar haar te luisteren. Hij is blijkbaar de snelste van de Terrors, wat tijdens gevechten vaak naar voren kwam. Hij was de eerste die bekendmaakte dat de Master zou terugkeren.
In Light Source nam Sculpin Gekkor en Matoombo mee om de Masters geest te bevrijden van Leanbow. Gekkor bevocht Leanbow maar kon hem niet verslaan. Toen Sculpin de geest wist te bemachtigen, gaf hij deze aan Gekkor. In The Return kreeg Gekkor de opdracht om Matoombo, die was gevlucht om te voorkomen dat de master hem als gastlichaam zou gebruiken, op te sporen. Hij bevocht eerst de Rangers, maar werd vernietigd door Leanbow (als de Wolf Warrior). Dit maakte hem tot de zevende Terror die werd vernietigd, en de eerste die werd vernietigd nog voordat hij werd uitgekozen door de Stone of Judgment.
Zijn stem werd gedaan door Mark Ferguson.

### Matoombo
Een sterke en vooral grote titaan/gladiatoor met een grijs harnas en afrokapsel. Hij was fysiek ook zeer sterk, en brak zelfs Leanbows schild toen hij met hem vocht om de geest van de Master te bevrijden.
In The Return werd Matoombo uitgekozen als zesde Terror om de Rangers te bevechten. Al snel bleek echter dat hij liever niemand kwaad deed. Vida ontdekte dit en overtuigde hem zijn aanval te stoppen. Helaas voor hem werd Matoombo rond deze tijd ook uitgekozen om het nieuwe gastlichaam van de Master te worden. Hij weigerde en vluchtte weg naar een andere dimensie met Vida en Xander. Terwijl Gekkor de rangers afleidde, wist Sculpin Matoombo op te sporen. Hierdoor gebeurde het onvermijdelijk en gebruikte de Master Matoombo’s lichaam om zelf weer een lichaam te krijgen.
Aan het eind van de serie kwam Matoombo weer tot leven (vermoedelijk door de dood van de Master). Zijn stem werd gedaan door Cameron Rhodes.

### Itassis
Een sfinx monster met een bril en een bazooka-achtig wapen in de vorm van een leeuwenkop. Ze is de tweede vrouwelijke Terror en de meest wijze van de tien. Ze is het meest gebrand op het volgen van de regels en hield er dan ook toezicht op dat de andere Terrors dit deden. Ze stopte Megahorn toen die naar de bovenwereld ging zonder te zijn gekozen, en maakte Hekatoids spreuk op Nick en Vida ongedaan zodat Serpentina zich aan de regels moest houden. Itassis was meer geïnteresseerd in kennis dan in macht en gebruikte dit dan ook bij voorkeur om conflicten op te lossen.
Toen de Master Itassis uitkoos om de Rangers te verslaan, was ze hen makkelijk de baas. Toen Madison en Nick haar duidelijk maakten dat ze slechts een marionet was van de Master, verliet ze het gevecht. Dit werd door Black Lanc een Sculpin gezien als verraad, en ze vernietigden haar. Necrolai bracht haar echter weer tot leven, waarna Itassis Sculpin doodde. Vervolgens hielp ze de Rangers om de Master te verslaan.
Haar stem werd gedaan door Josephine Davison.

### Black Lance
Een ridderachtig monster met een schild en lans als wapen. Hij heeft ook een strijdwagen getrokken door paarden die sterk lijken op Catastros. Hij is een van de sterkste Terrors, en op zijn strijdwagen ook de snelste.
Toen de Rangers de Ten Terrors voor het eerst bevochten, schakelde Black Lance de Manticore Megazord met gemak uit. In Snow Prince stuurde Sculpin Black Lance om Megahorn te helpen in de hoop dat de ondergedoken Leanbow de Rangers te hulp zou komen. Dit plan slaagde, en Leanbow konst Black Lance verslaan als de Centaurus Wolf Megazord. Black Lance zwoer hierna wraak op Leanbow.
In de finale hielp Black Lance Sculpin bij het vernietigen Itassis. Daarna viel hij de bovenwereld aan. Nick verzwakte hem met zijn battlizer, waarna de Rangers hem versloegen met hun Mystic Spell Seal.
Zijn stem werd gedaan doorDerek Judge.

### Sculpin
Sculpin is een rode visachtige krijger en leider van de Terrors. Hij heeft een drietand als wapens. Zijn uiterlijk lijkt op dat van het monster uit de film Creature from the Black Lagoon en Dagon. Hij kan gemakkelijk de andere Terrors aan, en kan zijn visschubben gebruiken om iemand op te sporen.
Toen Magma de Rangers niet kon vernietigen binnen de door hemzelf gestelde tijdlimiet, vernietigde Sculpin hem. Hij maakte ook bekend een ieder die niet de regels der duisternis volgde te zullen doden. Toen Sculpin ontdekte dat Leanbow de geest van de Master vasthield, brak hij alsnog de regels door zowel Megahorn als Black Lance op de Rangers af te sturen. Toen Leanbow de Rangers te hulp kwam, liet Sculpin Necrolai een van zijn visschubben aanbrengen op Leanbow zodat hij hem kon opsporen.
Toen hij Leanbow vond liet hij Gekkor en Matoombo het hem vechten, en gebruikte zijn drietand om de geest van de Master uit Leanbows lichaam te halen. In The Return spoorde hij de gevluchte Matoombo op, en vermoordde hem zodat de Master zijn lichaam kon gebruiken.
In de finale vocht Sculpin persoonlijk tegen Udonna, maar werd geconfronteerd door Itassis en Necrolai. Itassis schakelde Sculpin uit.
Zijn stem werd gedaan door Peter Daube.

## Monsters
De monsters uit de serie waren allemaal wezens uit de onderwereld.
| - Troll #1 - Mucor - Hydra Worm - Clawbster - Troll #2 - Taxi Cab Monster - Flytrap | - Cave Monster - Skullington - Gargoyle of the Gates - Jester the Pester - Behemoth (II) - Gnatu - Spydex | - Screamer - Warmax - Shrieker - 50-Below - Fightoe - Ursus - Chimera |

## Overig
- Hidiacs: gemaskerde zombiekrijgers. Ze gebruiken bijlen als wapens en zijn de voornaamste soldaten van de onderwereld. Amerikaanse versies van de Zobils uit Mahou Sentai Magiranger.

- Styxoids: sterkere zombies die vaak de Hidiacs aanvoeren. Gebruiken speren als wapens. Ze kunnen ook praten (hun stemmen werden gedaan door Nick Kemplen en Jim McLarty). Amerikaanse versies van de High Zobils uit Mahou Sentai Magiranger.